# Ischnocnemis glabra
Ischnocnemis glabra är en skalbaggsart som beskrevs av Chemsak och Linsley 1988. Ischnocnemis glabra ingår i släktet Ischnocnemis och familjen långhorningar. Inga underarter finns listade i Catalogue of Life.